# Marie Behncke
Marie Helene Wilhelmine Behncke, geb. Rosenbohm, gen. Carstens, (* 21. Februar 1880 in Dangastermoor; † 16. August 1944 in Wilhelmshaven) war eine deutsche Politikerin der SPD und Mitglied der Weimarer Nationalversammlung.

## Leben und Beruf
Marie Behncke wurde als uneheliche Tochter der Dienstmagd Wilhelmine Rosenbohm geboren. Ihre Mutter heiratete später den Arbeiter Carstens, dessen Namen auch die Tochter annahm. Sie wuchs in ärmlichen Verhältnissen auf und wurde nach dem Besuch der Volksschule in Varel Dienstmädchen in Rüstringen bzw. Wilhelmshaven. Im Jahr 1902 heiratete sie den Maschinenbauer Hermann Behncke (1878-I960), der auf der Kaiserlichen Werft beschäftigt war. Das Ehepaar hatte zwei Söhne. Beide Ehegatten engagierten sich politisch und waren der Sozialdemokratie verbunden. Von 1914 bis 1921 war Behncke Mitglied des Bezirksvorstandes der SPD und 1920 Mitbegründerin der Arbeiterwohlfahrt in Rüstringen/Wilhelmshaven. Nach dem Ausscheiden von Paul Hug aus der Weimarer Nationalversammlung und der Nichtannahme des Mandats durch August Jordan war sie ab dem 7. August 1919 bis zum Juni 1920 Mitglied der Nationalversammlung bzw. des 1. Reichstages. Sie war die erste Parlamentarierin aus Nordwestdeutschland. Außerdem kandidierte sie 1919 auch für die Verfassunggebende Länderversammlung in Oldenburg. Diese Kandidatur blieb allerdings erfolglos, ebenso wie ihre Kandidatur für die Reichstagswahl 1920. Nach dem rätselhaften Tod ihrer beiden Söhne im Jahre 1927 zog sie sich weitgehend aus der politischen Arbeit zurück.